# Законопроекты о QR-кодах

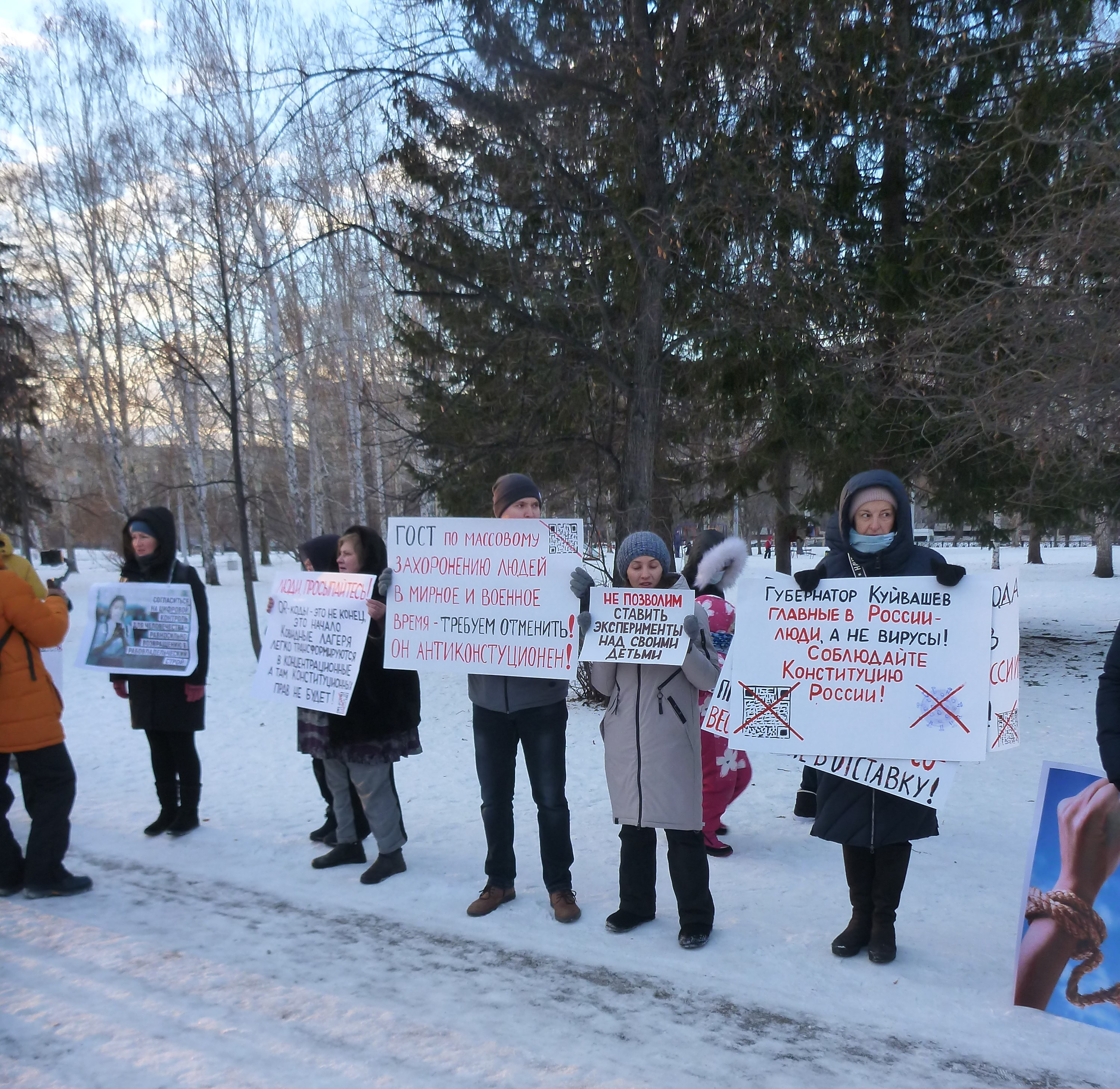
Протестующие против QR-кодов в Екатеринбурге, 12 декабря 2021 года

Законопроекты о QR-кодах внесены в Государственную думу 12 ноября 2021 года Правительством Российской Федерации, характеризуются им как «экстренная мера на фоне сложной ситуации», вызванной распространением COVID-19 в России.
Предполагают ограничения для лиц без QR-кода, подтверждающего либо перенесённое заболевание (COVID-19), либо вакцинацию против COVID-19, либо медицинский отвод от вакцинации; согласно законопроектам, предусмотренные ими ограничения должны действовать с 1 февраля 2022 года по 1 июня 2022 года; несовершеннолетних законопроекты не затрагивают.
Включают в себя два законопроекта:
- «О внесении изменений в Федеральный закон „О санитарно-эпидемиологическом благополучии населения“»[3] (№ 17357-8[6]) ➤;
- «О внесении изменений в статью 107 Воздушного кодекса Российской Федерации и Федеральный закон „Устав железнодорожного транспорта Российской Федерации“»[3] (№ 17358-8[6])➤.

Сторонники законопроектов обосновывают их необходимость большим числом смертей от COVID-19; противники законопроектов рассматривают их как сегрегацию, нарушение конституционных прав, принуждение к вакцинации и попытку узаконить правовой произвол в регионах, а также указывают на то, что вакцинированные сохраняют способность заражаться COVID-19 и быть его распространителями.
Хотя законопроекты нашли поддержку более половины врачей, большинство россиян их не поддержало. Законопроекты вызвали широкий общественный резонанс, неприятие населения и протесты: акции против системы QR-кодов в ноябре 2021 года прошли в десятках российских городов.
Законопроект о QR-кодах на транспорте не был рассмотрен Государственной думой. Законопроект о QR-кодах в общественных местах был одобрен в первом чтении, но 14 января 2022 года вице-премьер Татьяна Голикова сообщила о решении отложить его второе чтение.

## Основные положения
Согласно законопроектам, предусмотренные ими ограничения должны действовать с 1 февраля 2022 года по 1 июня 2022 года. Несовершеннолетние под действие ограничений не подпадают.

### Законопроект «О внесении изменений в Федеральный закон „О санитарно-эпидемиологическом благополучии населения“»
Согласно законопроекту № 17357-8 «О внесении изменений в Федеральный закон „О санитарно-эпидемиологическом благополучии населения“», посещение мест проведения массовых мероприятий, культурных учреждений, объектов общественного питания и розничной торговли будет возможно лишь теми, кто предъявит 1) либо QR-код, подтверждающий вакцинацию против COVID-19; 2) либо документ, подтверждающего перенесённое заболевание (COVID-19); 3) либо медицинский отвод от вакцинации. Одновременно необходимо будет предъявлять документ, удостоверяющий личность.
Предполагается, что до 1 февраля 2022 года посещение указанных объектов будет возможно и теми, кто предъявит отрицательный ПЦР-тест. Решение об использовании QR-кодов и перечне объектов, где их потребуется предъявлять, будут принимать региональные власти.
Согласно законопроекту, посещение аптек и организаций, обеспечивающих население продовольствием и другими товарами первой необходимости, будет осуществляться в прежнем режиме, без использования QR-кодов; нововведения не затронут несовершеннолетних. Предполагается, что в случае принятия законопроекта соответствующие нормы будут действовать до 1 июня 2022 года.

### Законопроект «О внесении изменений в статью 107 Воздушного кодекса Российской Федерации и Федеральный закон „Устав железнодорожного транспорта Российской Федерации“»
Согласно законопроекту «О внесении изменений в статью 107 Воздушного кодекса Российской Федерации и Федеральный закон „Устав железнодорожного транспорта Российской Федерации“», при междугородных и международных перевозках железнодорожным и авиационным транспортом пассажирам потребуется предъявлять документы из аналогичного списка (либо QR-код, подтверждающий вакцинацию; либо справку о перенесённом заболевании (COVID-19); либо медицинский отвод от вакцинации).
Нововведения затрагивают пассажиров, которым исполнилось 18 лет.
Предполагается, что до даты, которую российское правительство установит своим нормативным актом, пассажиры при отсутствии указанных документов смогут предъявлять отрицательный ПЦР-тест.
Согласно законопроекту, при пользовании железнодорожным или авиационным транспортом отрицательный ПЦР-тест придётся предъявлять и гражданам иностранных государств.

## Введение в России QR-кодов для подтверждения вакцинации
Одновременно с началом массовой вакцинации против COVID-19 весной 2021 года почти во почти всех странах мира началась выдача документов о вакцинации — цифровых или бумажных сертификатов (использовались различные названия: «паспорт здоровья», «санитарный пропуск», «паспорт возможностей»), на которые повсеместно помещали QR-коды.
Первыми в России стали требовать предъявления QR-кодов, подтверждающих вакцинацию, власти Москвы и Московской области. С 28 июня по 19 июля 2021 года QR-коды стали обязательными для посетителей заведений общественного питания (исключая летние веранды). Помимо вакцинированных, они выдавались тем, кто переболел COVID-19 в течение предшествующих 6 месяцев или предъявил отрицательный тест на данное заболевание, сделанный не более чем за три дня до визита в заведение общественного питания.
Летом 2021 года QR-коды для вакцинированных и недавно переболевших вводились и в других регионах России.
QR-коды для вакцинированных вновь стали актуальными из-за роста заболеваемости осенью 2021 года. В частности, 29 сентября 2021 года в Удмуртии заполняемость залов объектов общественного питания была ограничена 50 % посадочных мест, но это ограничение не действовало, если посетители предъявляли сертификаты о вакцинации. К середине октября 2021 года аналогичное требования для доступа к общественному питанию ввели более 30 регионов. После того, как 20 октября 2021 года президент Российской Федерации Владимир Путин подписал указ об установлении нерабочих дней с 30 октября по 7 ноября 2021 года, введение QR-кодов властями регионов значительно ускорилось, причём вводились они на длительный срок.
На этот раз в Москве QR-коды были введены для доступа в музеи и театры. Московские заведения общественного питания и торговые центры в период нерабочих дней были закрыты полностью, а 8 ноября 2021 года восстановили работу без ограничений.
9 ноября 2021 года глава Роспотребнадзора Анна Попова сообщила о введении QR-кодов в 77 субъектах Российской Федерации; в некоторых из них начало действия QR-кодов было отложено, чтобы дать населению возможность привиться.
Наибольший резонанс вызвало введение QR-кодов в Татарстане для пассажиров общественного транспорта. Там они стали обязательными с 22 ноября 2021 года, что в метро привело к столпотворениям на входах, а в наземном транспорте — к многочисленным конфликтам между пассажирами и кондукторами.
Во второй половине декабря 2021 года «Российская газета» указала на то, что в преддверии Нового года одни регионы смягчили введённые ограничения, а другие, напротив, ужесточили.
Смягчение, в частности, произошло в Свердловской области, где с 22 декабря 2021 года барам и ресторанам было разрешено работать после 23:00, а торговым центрам — пускать посетителей без QR-кода во все магазины; послабление не затронуло, однако, магазины и заведения общественного питания, расположенные вне торговых центров.
Ограничительные меры также ослабили
- в Тюменской области, где губернатор Александр Моор до 20 января 2022 года отменил QR-коды в торгово-развлекательных центрах, общественном питании и ряде предприятий сферы услуг;
- в Курганской области, где с 18 декабря 2021 года по 15 января 2022 года посещение торговых центров возможно без предъявления документов о вакцинации.

11 января 2022 года губернатор Орловской области объявил о намерении в ближайшие дни рассмотреть вопрос об отмене QR-кодов. На момент обнародования этого намерения QR-коды в Орловской области были необходимы, в частности, для посещения заведений общественного питания, непродовольственных магазинов, торговых центров, кинотеатров и фитнес-центров.

## Рассмотрение законопроектов в Государственной думе

### Внесение в Государственную думу законопроектов о QR-кодах
11 ноября 2021 года Оперативный штаб по борьбе с коронавирусной инфекцией анонсировал разработку законопроектов о введении обязательных QR-кодов в общественном питании, транспорте и в магазинах. 12 ноября 2021 года правительство Российской Федерации внесло в Государственную думу два законопроекта, предусматривающие введение QR-кодов 1) в общественных местах и на массовых мероприятиях; 2) для пассажиров авиатранспорта и поездов дальнего следования.

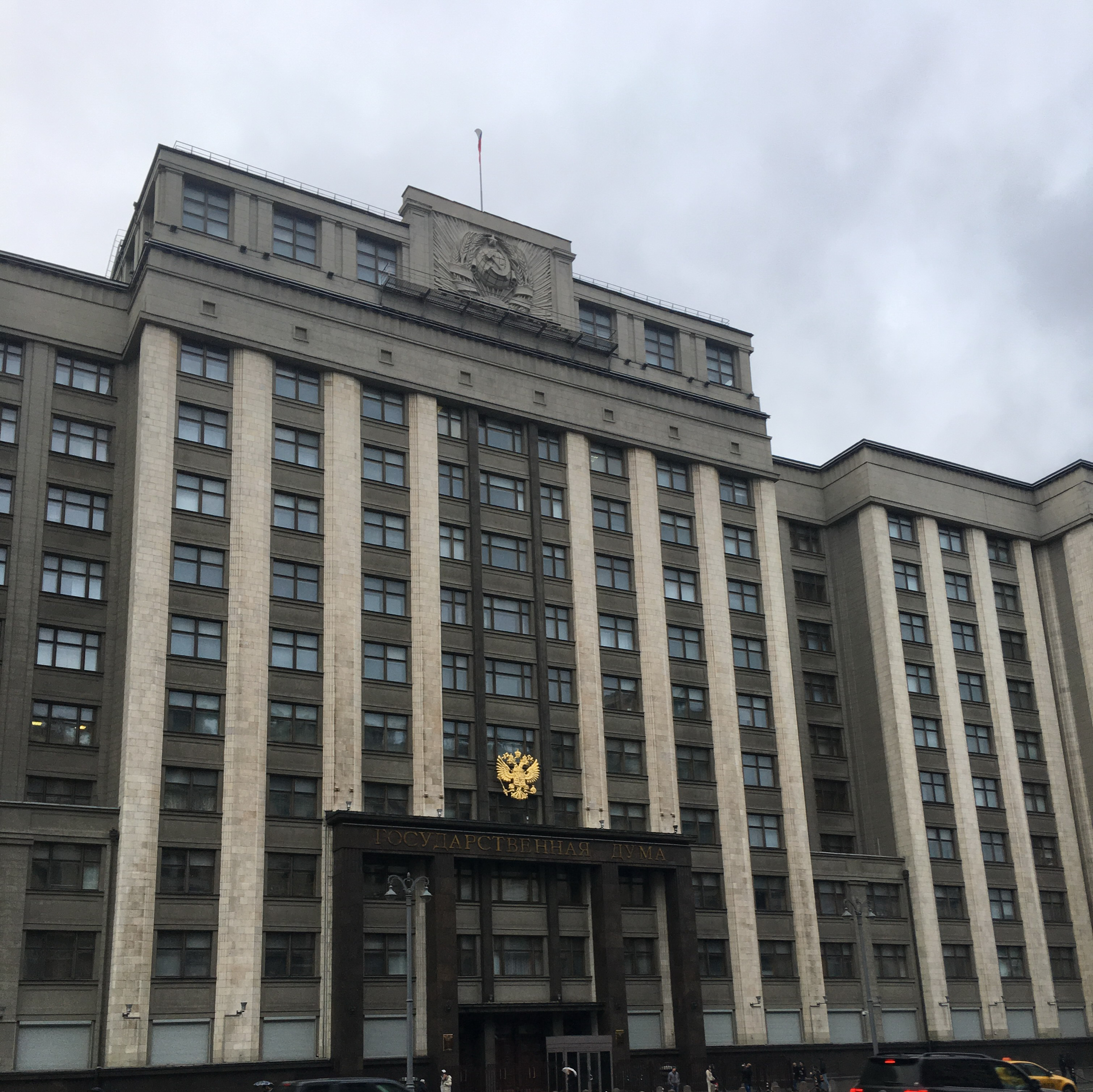
Государственная дума

Первоначально законопроекты о QR-кодах предполагалось рассмотреть в кратчайшие сроки. Однако 15 ноября 2021 года было объявлено, что они должны пройти обсуждение в региональных законодательных собраниях, а также получить отзывы Общественной палаты и Счётной палаты.
Хотя Государственная дума планировала рассмотреть оба законопроекта одновременно, рассмотрение законопроекта об использовании QR-кодов на транспорте было перенесено на более поздний срок.
Решение снять с рассмотрения законопроект о введении QR-кодов на поездах дальнего следования и авиарейсах было принято 13 декабря 2021 года на заседании Совета Государственной думы. Владимир Васильев, лидер фракции «Единой России», заявил, что этот законопроект будет дорабатываться с учётом территориальной протяжённости Российской Федерации и наличия в ней труднодоступных мест. Принятое решение, по его словам, вызвано желанием избежать болезненных ошибок, которые болезненно отразятся на конкретных людях.
По словам спикера Государственной думы Вячеслава Володина, снятие с повестки дня законопроекта о введении QR-кодов на транспорте стало следствием «диалога Государственной думы с правительством на основе учёта мнений регионов и обращений граждан».
14 декабря 2021 года комитет Государственной думы по безопасности и противодействию коррупции рекомендовал принять законопроект о QR-кодах в общественных местах в первом чтении, предложив ко второму чтению ввести в документ ряд поправок.

### Первое чтение
16 декабря 2021 года Государственная дума в первом чтении приняла законопроект о введении QR-кодов в общественных местах (распределение голосов: за — 329, против — 87, воздержался 1).

Появление во время слушаний плаката «КПРФ против QR-фашизма!» привело к потасовке между депутатами[значимость факта?].
Документ поддержали в первом чтении депутаты «Единой России» и ЛДПР; против выступили представители КПРФ и «Справедливой России — За правду».

### Второе чтение
16 декабря 2021 года, непосредственно после первого чтения законопроекта о введении QR-кодов в общественных местах, сообщалось, что второе чтение законопроекта о введении QR-кодов для посещения общественных мест состоится не ранее, чем через месяц после принятия в первом чтении; председатель нижней палаты парламента Вячеслав Володин объяснил такое решение желанием продолжить диалог с обществом во избежание опрометчивых решений.
Несмотря на сообщения о возможном принятии законопроекта ещё до конца января
(в частности, об этом говорил заместитель Комитета по охране здоровья Государственной думы Сергей Леонов), 14 января 2022 года стало известно, что рассмотрение законопроекта во втором чтении планируется отложить.
Секретарь Генерального совета «Единой России» Андрей Турчак пояснил, что законопроект и поправки к нему готовили, когда распространялся дельта-штамм нового коронавируса и что теперь требуется адаптировать документ к новым условиям (речь идёт о распространении омикрон-штамма).
17 января спикер Государственной думы Вячеслав Володин объявил, что Совет Государственной думы единогласно принял решение снять с повестки законопроект о введении QR-кодов.

## Позиция региональных законодательных собраний
Законодательное собрание Челябинской области
25 ноября 2021 года в Челябинске противники введения QR-кодов (активисты из Миасса, Чебаркуля и других городов Челябинской области) пытались прорваться в местное законодательное собрание, где обсуждались соответствующие федеральные законопроекты; на посту охраны произошла драка.
Законодательное собрание Вологодской области
В тот же день восемь активистов из Череповца, выступающих против QR-кодов и принуждения к вакцинации, пришли в Законодательное собрание Вологодской области. Они потребовали пропустить их к Андрею Луценко, председателю Законодательного собрания, чтобы вручить ему петицию с подписями череповчан, однако охрана не пропустила активистов.
При попытке попасть в здание 46-летняя череповчанка распылила в направлении сотрудников полиции и Росгвардии дихлофос (по иной версии — содержимое газового баллончика); против неё возбуждено уголовное дело. По информации Следственного комитета, подозреваемой инкриминируют часть 1 статьи 318 Уголовного кодекса Российской Федерации (применение насилия в отношении представителей власти); ей грозит пятилетний срок лишения свободы. Имеется информация, что в ходе конфликта подозреваемой сломали руку. По сведениям Следственного комитета, пострадали и два сотрудника Росгвардии, которые получили ожоги глаз I степени.
По информации РБК, к 7 декабря 2021 года правительственную инициативу поддержали законодатели 45 регионов; при этом лишь в пяти российских регионах (в Ленинградской, Свердловской областях, Алтайском крае, Севастополе и Санкт-Петербурге) обсуждение правительственной инициативы к этой дате не начиналось. В 11 регионах к указанной дате региональные депутаты ещё не приняли окончательного решения.
В Северной Осетии законопроект был одобрен со второй попытки.
По информации ТАСС, к 14 декабря 2021 года в целом законопроекты поддержали все законодательные собрания, которые провели голосование по указанному вопросу, вместе с тем предложив многочисленные поправки. Московская городская дума своего отзыва не дала, взамен адресовав Государственной думе непосредственные отзывы более 5 тысяч горожан.
При этом в Вологде и Челябинске произошли конфликты, вызванные попытками противников QR-кодов заявить о своей позиции законодателям (см. врезку).
Конфликта удалось избежать в Екатеринбурге, когда 7 декабря 2021 года у здания здания Законодательного собрания Свердловской области, которое рассматривало законопроекты, собрались противники противники QR-кодов из организации «Родительский надзор». Депутат Законодательного собрания от партии «Единая Россия» Вячеслав Вегнер вышел к собравшимся и проводил их в зал заседаний.

## Позиция исполнительной власти

### Президент Российской Федерации
17 декабря 2021 года, на следующий день после принятия в первом чтении законопроекта о QR-кодах для посещения общественных мест, президент России Владимир Путин заявил о необходимости доработать этот документ, подчеркнув, что он должен быть «чётким, ясным, понятным», а система сертификатов о вакцинации «должна работать для защиты здоровья граждан, а не создавать для них лишние трудности».

### Правительство Российской Федерации
В декабре 2021 года вице-премьер Татьяна Голикова заявила, что законопроекты призваны унифицировать вызванные распространением COVID-19 санитарные ограничения, которые на текущий момент вводятся региональными властями самостоятельно.
Однако 14 января 2022 года Татьяна Голикова сообщила, что принято решение перенести срок рассмотрения законопроекта о введении QR-кодов в общественных местах. По её словам, решение совместно приняли российское правительство и партия «Единая Россия» «в условиях высокой неопределенности развития эпидемиологической ситуации».

## Аргументация сторон

### Доводы сторонников
Дмитрий Хубезов, член фракции «Единой России» и глава думского комитета по здравоохранению, в ноябре 2021 года заявил корреспонденту ТАСС, что законодательная инициатива правительства мало что меняет, поскольку требования для их посещения предъявлять сертификат о вакцинации или перенесённом заболевании (или же ПЦР-тест) «уже введены в подавляющем большинстве субъектов нашей страны».
Заместитель руководителя фракции «Единой России» Игорь Кастюкевич утверждает, что в условиях, когда суточная смертность, вызванная COVID-19, превышает тысячу человек, любая мера, способная «снизить нагрузку на врачей и обезопасить нас от болезни, будет оправдана».

### Доводы противников
Мнение о том, что введение QR-кодов нарушает Конституцию Российской Федерации, разделяет экс-депутат Государственной думы Наталья Поклонская (на момент заявления — посол России в Кабо-Верде).
Поклонская осудила эту меру, которая, по её словам, нарушает базовые права человека, включая закреплённые ва Всеобщей декларации прав человека.
Член президиума ЦК КПРФ Сергей Обухов в ноябре 2021 года заявил Би-Би-Си, что предложенные законопроекты — «это сегрегация общества», «нарушение конституционных прав граждан» и «принудительная форма якобы добровольной вакцинации». Помимо того, он считает, что эффективность использования QR-кодов не доказана.
Признавая, что QR-коды фактически уже используются на региональном уровне, коммунисты рассматривают эту практику как неправовую, а законопроекты — как попытку её узаконить.
Председатель фракции «Справедливая Россия» Сергей Миронов заявил, что предложенные меры не помогут справиться с эпидемией, а лишь разделяют общество, предлагая как альтернативу «массовое бесплатное экспресс-тестирование».
Представляющий ту же фракцию Михаил Делягин заявил, что подобные меры создают «внутри общества атмосферу ненависти и вражды». Помимо того, он указал на то, что введение системы QR-кодов в наибольшей мере ущемляет права сотрудников силовых структур, поскольку они «не всегда могут показывать свои паспортные данные», которые необходимы наряду с QR-кодом. В результате протест против непопулярных мер может оказаться некому гасить, так как сотрудники силовых структур «сами могут начать протестовать». Помимо того, он выразил опасение, что власть может ограничить лицам без QR-кодов доступ к банковским услугам, и предложил россиянам изъять часть банковских средств «и хранить эти деньги наличными дома».
Развёрнутую критику законопроектов представила Анна Швабауэр. Согласно её выводам, законопроекты грубо нарушают Конституцию Российской Федерации, предусматривают дискриминацию граждан, несправедливы, криминогенны, коррупциогенны, идейно ущербны и угрожают национальной безопасности Российской Федерации.
Анна Швабауэр, цитируя первую публикацию, указывает на то, что полностью вакцинированные больные имеют такую же пиковую вирусную нагрузку, как и невакцинированные, и способны заражать в домашних условиях, в том числе тех контактных лиц, которые полностью вакцинированы. Это не означает, однако, ненужность вакцинации, поскольку в той же статье говорится, что вирусная нагрузка у вакцинированных сокращалась быстрее. Важно и то, что среди лиц, контактировавших с инфицированными дельта-штаммом, заражалось 25 % привитых и 38 % непривитых..
Во второй публикации профессор Г. Кампф подчёркивает, что вакцинированные играют важную роль в передаче инфекции и призывает прекратить стигматизацию непривитых. Письмо профессора Г. Кампфа не прошло рецензирования.
Анна указывает, что «QR-код не является подтверждением факта здоровья человека», поскольку ни перенесённое человеком заболевание (COVID-19), ни вакцинация, ни медицинские противопоказания не устраняют риск того, что человек заразится COVID-19 и сможет заражать окружающих. При этом она ссылается, в частности, на публикации в авторитетном медицинском журнале Lancet, согласно которым вакцинированные сохраняют способность заражаться COVID-19 и быть его распространителями (см. врезку).
Помимо того, Анна Швабауэр полагает, что в случае принятия законопроектов о QR-кодах (№ 17 357−8, № 17 358−8) будут нарушены конституционные права, как минимум, четырёх групп граждан:
1. лиц, которые реализуют своё законное право на отказ от медицинского вмешательства;
2. лиц, не желающих регистрироваться на интернет-портале госуслуг и оставлять там свои персональные данные;
3. лиц, которые переболели COVID-19, не обращаясь за медицинской помощью[Комм. 6];
4. лиц, не желающих получать QR-код по религиозным, этическим и иным соображениям.

В свою очередь, политолог Екатерина Шульман обеспокоена дискриминацией граждан по признакам материального достатка и уровня образования, поскольку в уязвимом положении оказываются лица, не владеющие смартфонами, а также те, чей уровень цифровой грамотности недостаточен, особенно лица пожилого возраста.

## Общественная реакция
Хотя фактически законопроекты о QR-кодах предполагают закрепить уже существующие ограничения для непривитых, они вызвали социальное напряжение и шквал негодования, будучи восприняты как попрание конституционных свобод; в ряде регионов прошли акции протеста; законопроекты готово поддержать лишь явное меньшинство россиян.

### Уровень поддержки законопроектов
Опрос сервиса SuperJob
Данные исследования, проведённого 10—11 ноября 2021 года онлайн-сервисом поиска работы SuperJob, показали, что большинство опрошенных выступают против введения QR-кодов в авиационном и железнодорожном сообщении (см.таблицу).
Среди непривитых лишь 9 % выразили готовность вакцинироваться ради авиапутешествий и лишь 8 % ради возможности пользоваться железнодорожным транспортом.
При этом отношение к возможному введению QR-кодов в авиационном и железнодорожном сообщении существенно зависит от того, вакцинирован респондент или нет: указанные ограничения поддержало 45 % вакцинированных и лишь 9 % невакцинированных. Противников жёстких ограничений в авиационном и железнодорожном сообщении меньше среди тех, кто вакцинировался против COVID-19 (35 %), среди непривитых их 73 %.
Помимо того, согласно данным сервиса SuperJob, большинство россиян не поддержало введение QR-кодов в общественном транспорте и в магазинах. При этом даже среди привитых против подобных ограничений выступает 51 %, а среди непривитых противников таких мер 88 % (см. таблицу справа).
Опрос посетителей сайта агентства РИА Новости
11 ноября 2021 года, накануне внесения законопроектов в Государственную думу, информационное агентство РИА Новости устроило опрос читателей, предлагая им высказаться о введении QR-кодов в магазинах и на транспорте, однако 13 ноября опрос пропал с сайта; при этом скриншоты из социальных сетей показывают, что к моменту удаления в опросе приняло участие около 200 тысяч человек, более 80 % из них заявили о неприятии этой инициативы.
Данные закрытых социологических исследований
Позднее, в декабре 2021 года, агентство РБК сообщило, что к возможному введению QR-кодов отрицательно относятся примерно две трети россиян, ссылаясь на информированные источники, знакомые с данными закрытых социологических исследований.
Левада-центр
Сходный результат получил «Левада-центр»: против QR-кодов высказалось 67 %.
Ещё большее отторжение населения вызывает возможное введение таких кодов в общественном транспорте (76 %). Сторонники введения QR-кодов в ресторанах, музеях, торговых центрах и во время массовых мероприятий, согласно данным «Левада-центра», насчитывают 31 %, а на транспорте — 21 %.
Сервис HeadHunter
Согласно данным, которые получил в своём исследовании сервис поиска работы HeadHunter, лишь треть россиян положительно оценила QR-коды как инструмент сдерживания вируса, при этом среди мужчин сторонников чуть меньше (32 %), чем среди женщин (35 %). Высокими темпами распространения COVID-19 обеспокоено 49 % респондентов. Среди вакцинированных ограничения поддержало свыше половины опрошенных, среди невакцинированных — лишь 7 %. Привитых среди опрошенных оказалось 53 %. Согласно полученным данным, чаще других поддерживают ограничения врачи (51 %).

### Отношение к вакцинации и QR-кодам
Представления противников вакцинации и QR-кодов (по данным «Единой России»)
- QR-коды — это «начало цифрового концлагеря»;
- «нас чипируют вакциной, потом контролируют QR-кодом»;
- «вакцины от коронавируса не изучены, их эффективность не доказана»;
- «Присваивать номер человеку, так же как и жёлтые звезды, нельзя!»

Предметы страхов россиян в 2021 году (по данным агентства КРОС)
1. система QR-кодов для допуска в общественные места;
2. вакцинация против COVID-19;
3. новый коронавирус;
4. жестокие преступления;
5. инфляция.

КРОС ранжирует страхи россиян, анализируя и сопоставляя темы, которые освещаются в СМИ и обсуждаются в социальных сетях. Эксперты выводят отдельные и суммарный индексы, а также исследуют страхи на региональном уровне. Проблемы, которые активно освещаются в СМИ, но не обсуждаются в социальных сетях, в рейтинг страхов не попадают.
Часть россиян крайне отрицательно относится к вакцинации против COVID-19 и системе QR-кодов. Одно из доказательств тому — пособие, подготовленное «Единой Россией» для своих представителей в Государственной думе.
Пособие получило название «Базовая аргументация и мифы по проблеме антиковидных ограничений и мерам по борьбе с пандемией в общественной дискуссии». Документ содержит несколько разделов с тезисами и аргументами, предназначенными для ведения депутатами возможных дискуссий, бесед с гражданами и выступлений в СМИ, в нём перечислены характерные для противников вакцинации и QR-кодов представления (см. врезку).
Имеются также попытки рассматривать вакцинацию или присвоение QR-кода как «печать антихриста».
Помимо того, согласно исследованию, проведённому агентством КРОС в 2021 году, страх перед введением системы QR-кодов для допуска в общественные места безоговорочно вышел на первое место в «Национальном индексе тревожностей», за ним следует ряд других страхов (см. врезку).
Анализируя встревоженность россиян темой вакцинации против COVID-19, религиовед Роман Силантьев указывает на то, что движение «антипрививочников» существовало и раньше. Он отмечает, что ещё до начала пандемии COVID-19 в России и сопредельных государствах число родителей, которые вакцинируют своих детей, резко сократилось, что уже привело к определённым последствиям. По мнению Силантьева, в период пандемии наблюдается рассвет медицинской конспирологии, на которую он возлагает ответственность примерно за треть смертей, вызванных COVID-19.
Роман Сиилантьев отмечает, что конспирологические теории, «никакой критики не выдерживают», однако на них «логика не действует». В качестве примера он рассматривает миф о чипировании через вакцины против COVID-19.
Он также указывает на известные случаи, когда вакцинированные обращаются к мошенникам для того, чтобы «якобы откачивать препарат».

### Обход введённых ограничений
Ложная вакцинация
По оценкам религиоведа Романа Силантьева, которые он высказал в середине октября 2021 года, «как минимум десятки тысяч людей имитировали вакцинацию, заплатив деньги за её подделку».
Возникновение в Казани системы взаимопомощи водителей и пассажиров
Ответом на введение в общественном транспорте Казани QR-кодов стало появление в конце ноября 2021 года «народного такси». Первоначально предполагалось, что водители будут бесплатно подвозить пассажиров без QR-кода, впоследствии услугу распространили на всех, что устранило всякую дискриминацию. Плата за проезд взимается, но не в обязательном порядке.
Использование для посещения торговых точек QR-кодов от бытовой техники и продовольственных товаров
По информации регионального управления Роспотребнадзора, жители Ростовской области, пользуясь формальным подходом охранников, часто используют для посещения магазинов и торговых центров QR-коды от утюга, стиральной машины или курицы.

## Протесты
Акция #ГородаГоворят
Акция #ГородаГоворят сочетает оффлайновые и онлайновые элементы: сначала записывается адресованное Владимиру Путину обращение, которое затем выкладывается под указанным хештегом в социальных сетях. Например, в Петербурге около 80 человек, включая детей, снялись в видеоролике на фоне небоскрёба «Лахта центр». Они заявили, что считают недопустимым, «когда внутри страны людей искусственным образом натравливают друг на друга».
В конце 2021 года в России прошли протесты против системы QR-кодов, включая митинги и другие массовые собрания граждан, причём среди подобных акций были как согласованные, так и не согласованные с властями.
Помимо того, в России прошли онлайновые протесты ; также прошли акции, сочетающие онлайновые и оффлайновые элементы (см. врезку).

### Митинги, пикеты и другие другие массовые собрания
Согласно оценкам интернет-издания Znak.com, в ноябре 2021 года акции против системы QR-кодов прошли в десятках российских городов, а самой популярной формой стали видеообращения. Участники акций протестов сравнивали введение QR-кодов с приравниванием человека к товару, заявляли об унижении человеческого достоинства, нарушении конституционных прав и системе сегрегации, а некоторые даже называли QR-коды «печатью антихриста».
В частности, 5 ноября 2021 года члены общественного движения «Родители Тюменской области» записали обращение президенту России, в котором заявили, что введение обязательной (по их мнению) вакцинации и системы QR-кодов в стране нарушает их конституционные права и ведёт к массовой дискриминации граждан России. Активисты считают, что дискриминации подвергаются здоровые люди, использующие своё право на отказ от вакцинации; лица, не имеющие смартфона для предъявления QR-кода; лица, не зарегистрированные на портале государственных услуг; лица, переболевшие COVID-19 в лёгкой форме без обращения к врачу. Они усомнились в эффективности вакцин от COVID-19 и попросили предоставить официальную статистику осложнений после вакцинации.
Вечером 8 ноября 2021 года около 60 жителей Кировграда (Свердловская область) собрались, чтобы записать видеообращение к президенту России. На место проведения акции приехала полиция и предложила собравшимся разойтись, предупредив об ответственности за организацию незаконных митингов. В итоге участники акции подписали два заявления — генеральному прокурору Российской Федерации Игорю Краснову и прокурору Свердловской области Борису Крылову. В этих обращениях они попросили проверить законность указа губернатора Свердловской области указа Евгения Куйвашева, которым вводится система QR-кодов. Многие собравшиеся заявляли, что работодатели принуждают их прививаться против COVID-19, и негативно высказывались о намечающейся кампании по вакцинации детей. Собравшиеся не смогли обеспечить качественную видеозапись обращения к президенту страны из-за погодных условий и недостаточной освещённости.

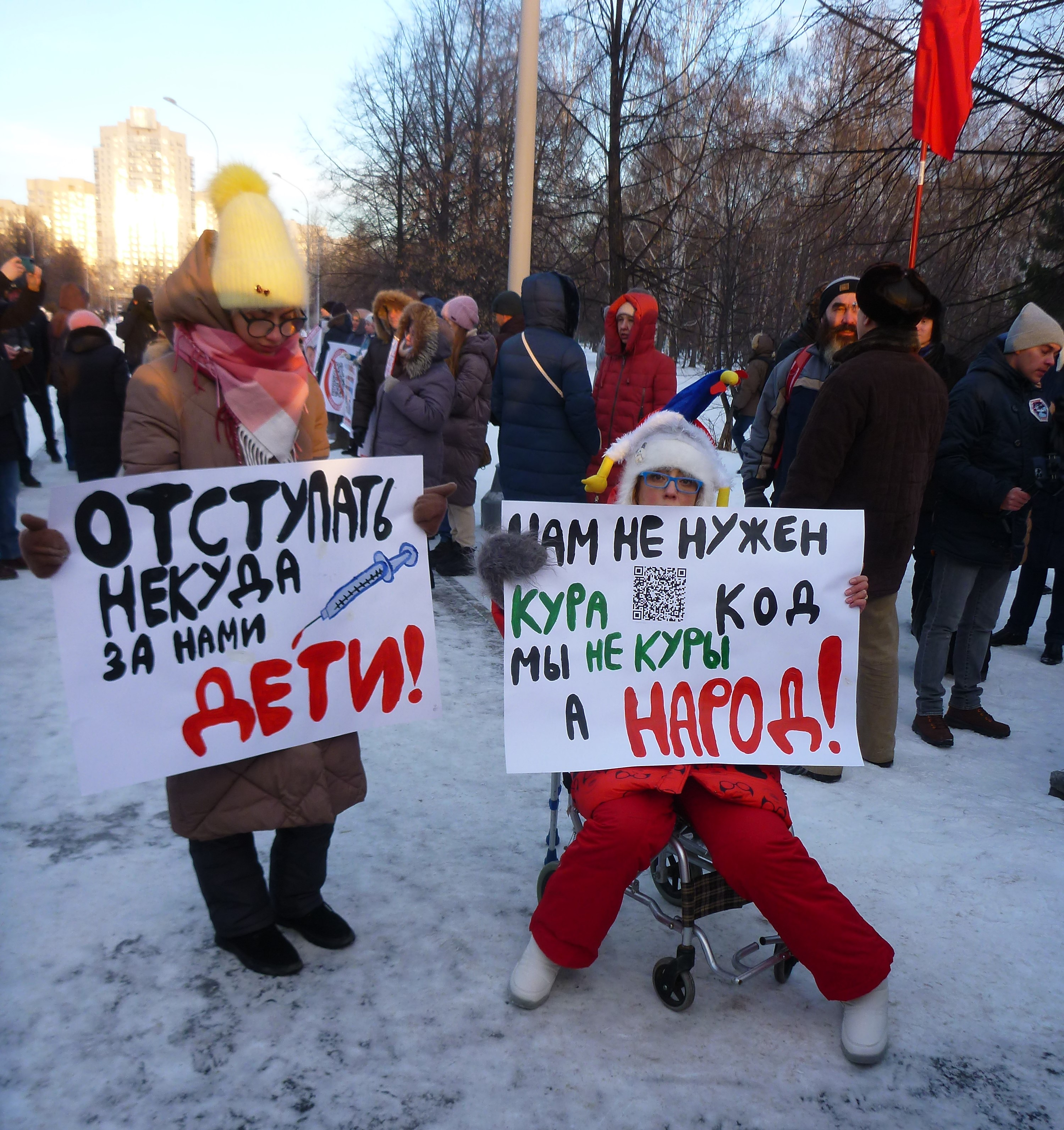
Протестующие против QR-кодов в Екатеринбурге, 12 декабря 2021 года

В Екатеринбурге состоялось несколько акций против использования QR-кодов для доступа в общественные места — они прошли 13 ноября, 28 ноября, 12 декабря и 26 декабря 2021 года. Согласно интернет-изданию Znak.com, первые три акции собрали около 300 человек, последняя — около 100, хотя другие источники могут приводить иные оценки. Все акции были согласованы с властями (см. таблицу ниже).
14 ноября 2021 года в Елизове (Камчатский край) состоялся несогласованный митинг, на который пришло более 100 участников. В ходе акции у памятника «Здесь начинается Россия» собирали подписи против принудительной, по мнению митингующих, вакцинации и введения QR-кодов. Согласно данным портала «Камчатка-информ», акция была организована при участии Общероссийского союза возрождения и запрещённого движения «Граждане СССР». По версии местных коммунистов, акция была не митингом, а записью обращения к президенту.
15 ноября 2021 года около ста жителей Иркутска провели митинг у здания правительства Иркутской области. Они заявили о неприятии системы QR-кодов и выступили против ограничений для бизнеса и принудительной, по их мнению, вакцинации против COVID-19, а также записали видеообращение к Путину, которое опубликовал Телеграм-канал #Города говорят. Митингующие потребовали «остановить беззаконие в Иркутской области», заявили, что региональные власти подрывают авторитет президента России — игнорируют принцип добровольности при вакцинации, нарушают права человека, «угрозами, увольнениями, штрафами и закрытием предприятий» вынуждают руководителей заставлять своих сотрудников прививаться. По их мнению, в российских регионах резко выросло социальное напряжение. Полиция в происходящее не вмешивалась.
В этот же день в Братске, на смотровой площадке местной ГЭС, собралось несколько десятков человек, которые скандировали: «Фашизм на нашей земле не пройдёт». Полиция в происходящее не вмешивалась.
22 ноября 2021 года в Ноябрьске состоялся митинг противников вакцинации, собравшиеся обратились к президенту России с призывом прекратить принудительную, по их мнению, вакцинацию против COVID-19. Митингующие заявили, что руководство Ямало-Ненецкого автономного округа нарушает их права, потребовали соблюдать Конституцию Российской Федерации, выступили за отмену обязательных QR-кодов и доступную медицинскую помощь, включая возможность получения отводов от вакцинации при наличии ограничений по здоровью. Уведомление о проведении мероприятия в администрацию города не поступало.
25 ноября 2021 года в Казани рядом со зданием мэрии и входом в Казанский Кремль прошёл стихийный митинг против QR-кодов, на который собралось более 100 человек — по большей части, среднего и старшего возраста. Собравшиеся скандировали лозунги «Народ против QR-кодов» и пели песню «Вставай, страна огромная!». Сергей Чанкин, заместитель начальника полиции по охране общественного порядка, через мегафон призывал митингующих разойтись, предупреждая об административном аресте на срок до 15 суток и штрафах до 30 тысяч рублей.
30 ноября 2021 года прошли протестные акции в Ямало-Ненецком автономном округе (в Ноябрьске, Салехарде, Новом Уренгое и Муравленко). Пикетчики держали плакаты: «QR-код — это унижение человеческого достоинства», «Стоп, QR-код», «Мы против QR-кодов».
4 декабря 2021 года согласованная акция против QR-кодов состоялась в Нижнем Тагиле, на которую, по оценке, пришло около 100 человек. Протестующие держали плакаты «QR — клеймо раба», «Мы — люди, а не товар, мы против QR» и другие. Одна из участниц заявила, что ей не нравится принуждение к вакцинации, и выразила мнение, что «при современных фантастических нанотехнологиях» вакцинированными смогут «управлять с вышек 5G». Активисты записали обращение к президенту Владимиру Путину, а затем спели песню «Вставай, страна огромная!».
18 декабря 2021 года митинг против QR-кодов прошёл в Первоуральске. Мероприятие было согласовано. Собралось несколько десятков митингующих, которые подчёркивали, что они выступают не против вакцинации от COVID-19, а против системы QR-кодов. На мероприятии присутствовала полиция.
29 декабря 2021 года пикет против принудительной, по мнению участников, вакцинации и QR-кодов прошёл в Перми. Акция была согласована. Присутствовала полиция.
16 января 2022 года в Комсомольском сквере Тюмени прошёл митинг «против наступления на права трудящихся», введения QR-кодов, «роста цен и увеличения тарифов». Глава Тюменского областного комитета РКРП(б)-КПСС Александр Черепанов заявил, что главной целью он и его единомышленники считают защиту людей от цифрового рабства. Участники акции сообщили журналисту, что они против QR-кодов и отстранения непривитых лиц от работы. Митинг проводился без согласования с властями.
Протесты против законопроектов о QR-кодах прошли и в других городах.

### Конфликтные ситуации
Некоторые протестные акции закончились задержаниями. Например, в Казани примерно через 40 минут после начала митинга (см. выше) начались задержания его участников и лиц, наблюдавших за событиями. Имеется информация о задержании как минимум десяти человек.
Задержания активистов движения против QR-кодов произошли и в других городах, в том числе в
Архангельске,
Благовещенске,
Воронеже,
Красноярске,
Шахтах, Магнитогорске.
Участники протестных акций нередко подвергались штрафам. В частности, в Ростовской области житель Таганрога Олег Валюнин был оштрафован на 20 тысяч рублей после записи видеообращения к Владимиру Путину с требованием отменить как сегрегацию россиян по признаку вакцинации, так и систему QR-кодов. В записи, помимо Олега Валюнина, приняли участие более 12 местных жителей, которые держали в руках плакаты и флаги. Подобные действия Таганрогский городской расценил как несогласованное публичное мероприятие (статья 20.2 КоАП РФ).
В Северодвинске (Архангельская область) за аналогичные действия, включающие зачитывание обращения к Путину, на 10 тысяч рублей был оштрафован Игорь Апарин; на 150 тысяч рублей за повторное нарушение правил проведения митинга (часть 8 статьи 20.2 КоАП РФ) был оштрафован местный активист Сергей Илюхин.
Штрафам подвергся также житель Златоуста (Челябинская область) Станислав Югов: суд привлек его по статье 20.2 КоАП РФ на 20 тыс. рублей. Такому же штрафу подвергся житель Находки из-за несогласованного митинга против вакцинации и QR-кодов.
Кроме того, в знак протеста против введения QR-кодов и давления властей и силовиков на противников этой меры активистка из Усолья-Сибирского (Иркутская область) Дарья Дорогова объявила голодовку, которая началась 29 ноября 2021 года. После прекращения голодовки Дороговой её место занял активист Михаил Ожиганов, председатель «Ассоциации предпринимателей», арестованный 30 ноября 2021 года в Иркутске по статье о повторном нарушении «митингового» законодательства (ч. 8 ст. 20.2 КоАП): административное дело возбудили в связи с записью видеообращения против введения QR-кодов.
Известен также случай (он произошёл в начале ноября 2021 года в Бессоновском районе Пензенской области), когда активистка движения против QR-кодов, собиравшая подписи граждан под обращением в Генеральную прокуратуру и прокуратуру Пензенской области, получила «официальное предупреждение не собирать подписи против предъявления кюар-кодов привитых от коронавируса». В выданном предостережении не указывалось, какие нормы Уголовного кодекса, Кодекса об административных правонарушениях или иного правового акта были нарушены сбором подписей.

### Онлайновые акции
К 15 ноября 2021 года (за три дня) в социальных сетях были размещены тысячи постов с призывами отклонить поправки.
К этой же дате информация о внесении законопроектов, размещённая в официальном Инстаграм-аккаунте Государственной думы, набрала 90 тысяч комментариев, в основном негативных (возможность размещать комментарии была ограничена для всех, кроме подписчиков страницы).
В петиции на сайте Citizengo.org говорится:
«Это беспрецедентная атака чиновников на права граждан — налицо попытка введения сегрегации, разделения людей на граждан “первого” и “второго” сорта.
Наша Конституция гласит, что смысл, цель и обязанность государства — обеспечивать равные права и свободы всем его гражданам. Для этого оно и было создано народом России».
Параллельно в российских социальных сетях начали продвигать хештеги, требующие отказаться от законопроектов о QR-кодах. Хештег #ПутинУслышьНас запустила лидер движения «Иммунный ответ» Александра Машкова-Благих, имеющая более 230 тысяч подписчиков в «Инстаграме». Её пост с требованием помешать планам правительства и «остановить беспредел», к 15 ноября набрал более 300 тысяч лайков.
17 ноября 2021 года на сайте Citizengo.org был начат сбор подписей под петицией, призывающей отказаться от системы QR-кодов в России. По состоянию на 25 ноября 2021 года петицию подписали 346 тысяч человек, что стало рекордом по числу подписей, собранных на этом сайте за столь небольшой срок.
24 ноября 2021 года спикер Государственной думы РФ Вячеслав Володин заявил, что он считает важным «всесторонне обсудить» законопроекты о введении обязательных QR-кодов в общественных местах и на транспорте. Пост Вячеслава Володина вызвал немыслимый отклик: за короткое время этот пост прочитали и прокомментировали сотни тысяч интернет-пользователей (см. таблицу).
| Время                      | Прочтений      | Комментариев |
| -------------------------- | -------------- | ------------ |
| 25 ноября 2021 года, 10:39 | > 400 тыс.     | > 256 тыс.   |
| 25 ноября 2021 года, 12:29 |                | 282 тыс.     |
| 25 ноября 2021 года, вечер | > 500 тыс.     | > 350 тыс.   |
| 26 ноября 2021, 22:41      | почти 753 тыс. | > 570 тыс.   |
| 7 декабря 2021 года, 18:30 |                | > 728 тыс.   |

Большинство комментаторов выразило резко отрицательное отношение к предлагаемой мере. Пользователи Сети посчитали, что данные инициативы нарушают Конституцию, права человека, ограничивают свободу передвижения, раскалывают общество, разжигают вражду и ненависть. При этом всего за одну ночь количество подписчиков Телеграм-канала Володина подскочило с 57 тыс. до 111 тыс. человек.
Телеведущий, депутат Государственный думы от «Единой России» Евгений Попов, посчитав неестественным появление такого числа комментариев, заявил о возможном участии ботов, заподозрил наличие проплаченных откликов и обратился к основателю Телеграма Павлу Дурову, чтобы тот «предоставил всестороннюю публичную информацию о всплеске активности комментариев».
Сам Вячеслав Володин, по его словам, не считает, что часть комментариев под его постом могли оставить боты.

## Реакция врачей
| Отношение                            | Доля   |
| ------------------------------------ | ------ |
| Поддерживают в существующем виде     | 24,6 % |
| Поддерживают при условии ужесточения | 17 %   |
| Поддерживают при условии смягчения   | 21,9 % |
| Против                               | 36,5 % |

Как показывают данные, которые получил сервис поиска работы HeadHunter, врачи чаще представителей других профессий поддерживают систему QR-кодов: доля её сторонников среди врачей составляет 51 %.
Согласно другим данным, которые получило мобильное приложение «Справочник врача», опросив 3079 врачей-специалистов из всех регионов России, врачи настроены даже более жёстко: более 17 % из них выступили за ужесточение законопроектов о QR-кодах, а противников законопроектов среди врачей оказалось менее 40 % (см. таблицу).
В том же исследовании обнаружено, что вопрос о введении обязательной вакцинации разделил медицинское сообщество практически пополам: сторонников такой меры — 49,7 %, противников — 50,3 %.

## Реакция бизнес-сообщества

### Транспортные компании, холдинги, ассоциации
РЖД и «Аэрофлот» заявляли о готовности к возможному внедрению QR-кодов на транспорте, однако Международная ассоциация аэропортов, авиакомпании S7 Airlines и Utair предупреждали о возможности существенного снижения внутреннего пассажиропотока. При этом Министерство транспорта Российской Федерации прорабатывало схемы компенсации потери доходов авиакомпаний и аэропортов, а соответствующие предложения были направлены в правительство.
Информацию об отмене введения QR-кодов на транспорте положительно прокомментировал представитель холдинга «Аэродинамика», контролирующего аэропорты Сочи, Краснодара и Анапы, который считает, что «решение о введение QR-кодов на транспорте отменено своевременно», поскольку оно могло бы серьёзно повлиять на пассажиропоток. Помимо того, отмена решения избавит персонал аэропортов от избыточной нагрузки.
Положительно отозвались на отказ от подобной меры и другие представители бизнес-сообщества. В частности, первый вице-президент «Опоры России» Павел Сигал напомнил, что авиакомпании ранее заявляли об ожидаемом падении пассажиропотока на 20—50 %, а на железной дороге снижение пассажиропотока, по оценкам, составило бы не менее 30 %.

### Общественное питание
Известны случаи отказа заведений общественного питания от проверки QR-кодов.
Постановление кабинета министров Республики Татарстан, согласно которому запрещается посещать кафе и рестораны без предъявления QR-кодов, вступило в силу 11 октября 2021 года, а с 31 октября 2021 года заведениям общественного питания запрещено работать после 23:00. Исполнительный директор Ассоциации рестораторов и отельеров Татарстана Галина Шарафутдинова оценила потери ресторанов в 60 % выручки.
Например, в начале декабря 2021 года стало известно, что руководство одного из казанских кафе отменило все ограничения в своём заведении, а на каждый столик персонал выложил Конституцию Российской Федерации. Большинство посетителей положительно восприняло подобные действия, однако протест казанской кондитерской Madame Pavlova не продержался и сутки, а её действия осудили в Ассоциации рестораторов и отельеров Татарстана. На кондитерскую наложили штраф, она получила претензии от арендодателя. Владельцы заявили о травле и постоянном давлении. В результате заведение решило работать навынос.
Петербургский ресторатор А. Н. Коновалов после того, как 2 января 2022 года в Санкт-Петербурге вступило в силу правило допуска в заведения общественного питания по QR-кодам, заявил, что более 40 петербургских заведений этого сектора готовы открыто бойкотировать соответствующее предписание. Позднее, 13 января 2022 года, стало известно, что у возглавленного Коноваловым движения появился собственный сайт, и что к бойкоту присоединилось 124 компании, среди которых не только рестораны, кафе и бары (также имеются центры английского языка, кальянные, арт-пространства, юридические компании, арт-квартиры и магазины сантехники) и не только петербургские компании.
Сомнение в том, что ограничения в данной отрасли обоснованы, высказал основатель Центра социального проектирования «Платформа» Алексей Фирсов. Он полагает, что в условиях свободного перемещения населения по городу и скученности в общественном транспорте ограничения нелогично вводить ограничения в ресторанах, где присутствует «социальная дистанция между столами».

### Торговые центры
Формальные проверки QR-кодов
Как отметила в середине ноября 2021 года политолог Екатерина Шульман, в торговых центрах проверку QR-кодов ведут не полицейские, а охранники, которые не имеют стимулов ограничивать приток покупателей. Напротив, владельцам торговых центров желательно, чтобы покупателей было много. По этой причине, указывает она, «проверки носят условный характер».
Тот факт, что охрана торговых центров формально подходит к обязанности проверять QR-коды, подтверждают и другие источники.
В частности, 9 декабря 2021 года управление Роспотребнадзора по Ростовской области сообщило, что покупатели проходят в торговые центры, предъявляя QR-коды различных товаров.
Дмитрий Колезев указал на то, что практика проверок QR-кодов обессмысливает их введение.
Описывая личный опыт, он отметил, что охрана магазинов, торговых центров и заведений общественного питания лишь в трети случаев проверяла его QR-код в соответствии с распоряжениями властей. В остальных случаях охранники его паспорт не проверяли, иногда запрашивая дату рождения. При таком способе проверок, отметил Дмитрий Колезев, даже сотня человек может предъявлять один и тот же QR-код, если известна дата рождения его обладателя.
В этот же день о формальном характере проверок заявил в своей публикации екатеринбургский журналист Дмитрий Колезев (см. врезку). Похожая картина в декабре 2021 года наблюдалась и в Дагестане, где выявили, что около 80 % крупных торговых объектов региона не в полной мере соблюдают установленные требования.
Потеря покупателей и выручки
Тем не менее, торговые центры сталкиваются с проблемами. В частности, во второй декаде декабря руководители крупных торгово-развлекательных комплексов Челябинской области подписали обращение к губернатору Алексею Текслеру. Они рассказали о катастрофическом падении числа покупателей и выручки, росте дебиторской задолженности и рисках не расплатиться по налоговым обязательствам. Среди подписавших — работающие в Челябинске торгово-развлекательные комплексы (ТРК) «Алмаз», «Родник», «Урал», «Кольцо», «Космос», «Фиеста», «Радуга», «Горки» и «Фокус», а также крупные ТРК Магнитогорска, ТРК «Слава» в Копейске и ТРК «Слон» в Миассе.
Предприниматели попросили губернатора предоставить льготы для отрасли, а также отменить или приостановить действие системы QR-кодов по примеру соседних регионов, ссылаясь на снижение заболеваемости. После введения 30 октября 2021 года в Челябинской области системы QR-кодов посещаемость объектов торговли в среднем упала на 40—50 %, а выручка арендаторов по разным группам товаров — на 40—70 %.
Предприниматели сообщили о массовых обращениях арендаторов торговых центров с просьбами о снижении арендной платы и других льготах.
Среди причин снижения продаж Лилия Кашина из ТРК «Алмаз» и «Родник» указала не только сами ограничения, но и связанную с ними нервозность.

### Малая розница
Смягчение введённых ограничений в Свердловской области больно ударило по магазинам, расположенным вне торговых центров, поскольку послабления их не затронули.

## Реакция религиозных деятелей

### Патриарх Кирилл
22 декабря 2021 года, выступая с докладом на ежегодном Епархиальном собрании духовенства города Москвы, высказал свою обеспокоенность внедрением системы QR-кодов патриарх Кирилл и выразил надежду, что власти прислушаются к мнению людей, обеспокоенных возможными последствиями нарастающей цифровизации.
По словам главы Русской Православной Церкви, тесно связанное с вакцинацией присвоение гражданам электронных сертификатов с использованием QR-кодов «тревожит огромное количество людей», которые обеспокоены введением разрешительного порядка использования тех возможностей, которые ранее были общедоступными. Он заявил, что появляется «внесудебный механизм отлучения человека от базовых прав». Отлучению подлежат те лица, которые не удовлетворяют условиям выдачи QR-кода: они лишаются свободы передвижения и нахождения в общественных местах. Патриарх поставил вопрос о том, «как эта система может быть использована в будущем».
Как считает патриарх Кирилл, технологии должны быть подконтрольны человеку, жизнь которого не должна быть зависима «от обезличенной технологии». Он полагает недопустимым без общественного консенсуса вводить инструменты, способные «затронуть личную жизнь и свободу каждого человека».
В то же время патриарх заявил, что рассматривать вакцинацию или присвоение QR-кода как «печать антихриста» неуместно и греховно.

### Другие представители Русской православной церкви
Чиновники Минздрава и Роспотребнадзора — не святые отцы. Одного авторитета мало. Надо взять на себя труд и объяснить. Даже детей в школе учат доказывать теоремы. А из QR-кодов делают очередную квазирелигию.
<…>
Столкнувшись с квазирелигией «антиваксеров», власть выдвинула не науку, а противостоящую QR-религию.
19 декабря 2021 года Евгений (Кульберг), митрополит Екатеринбургский и Верхотурский, заявил, что QR-коды становятся знаком «принадлежности к избранному народу» и что введение QR-кодов приводит к разделению между людьми:
российское общество «впервые… со времён Гражданской войны расколото по-настоящему».
Признавая, что QR-коды удобны, митрополит одновременно заявляет о том, что их введение не основано «на прозрачной, понятной и научной логике». По словам митрополита, QR-код не означает, что его обладатель вакцинирован, а вакцинация не гарантирует безопасность обладателя QR-кода для окружающих, поскольку вакцинированные «могут болеть и переносить вирус».
Помимо того, митрополит считает, что нет гарантий того, что QR-коды уйдут в прошлое по окончании пандемии, и опасается, что их будут использовать «для введения социальных рейтингов и прочих алармистских ужасов».
В конце декабря 2021 года высказал своё отношение к системе QR-кодов наместник Спасо-Преображенского Соловецкого ставропигиального монастыря епископ Порфирий (Шутов). По его мнению, её введение угрожает в корне изменить весь порядок жизни современного человека, поскольку тем самым гражданин «лишается вообще всех прав и свобод и получает их случайным образом» — после выдачи QR-кода. В текущих условиях, отметил епископ, QR-код выдаётся на основе иммунного статуса. Вместе с тем он не видит препятствий для того, чтобы изменить «основания для получения». В частности, QR-код можно было бы выдавать с учётом того, посещает ли человек храм, исповедует ли он ту или иную религию, и т. д.
Епископ полагает, что христианин должен рассматривать подобного рода систему как греховную и не допускать её использования, всячески избегая каждого нового случая, в том числе не посещая тех мест, где их предъявление обязательно, а при необходимости посетить, например, торговый центр — добиваться права находиться в нём «без предъявления этой мерзкой метки».
Епископ также призвал помогать друг другу и привёл в пример Татарстан, где введение QR-кодов на общественном транспорте привело к созданию системы взаимопомощи, при которой водители подвозят тех, кто не согласен с действием системы QR-кодов.

## Предлагаемые корректировки

### Условия получения QR-кодов
Во второй декаде декабря 2021 года, выступая на заседании парламентской фракции «Единой России», вице-премьер Татьяна Голикова сообщила, что условия получения QR-кодов будут изменены. По её словам, по итогам теста на наличие антител QR-коды смогут получить следующие категории:
- граждане, которые переболели COVID-19, не обращаясь при этом за медицинской помощью (QR-код будет действовать полгода)[11];
- граждане, которые после 1 января 2021 года получили положительный ПЦР-тест (QR-код будет действовать год)[11];
- граждане, вакцинированные иностранной вакциной или «Спутником V», но за рубежом[11] (QR-код будет действовать полгода)[117].

Позднее, в январе 2022 года, заместитель Комитета по охране здоровья Государственной думы Сергей Леонов заявил, что выдача QR-кодов при наличии антител — «это уже фактически решенный вопрос».
Предложения выдавать QR-коды неофициально переболевшим высказывались неоднократно. В частности, 23 ноября 2021 года Михаил Мишустин пообещал продумать подобное предложение. Критически отозвался о таком подходе профессор-вирусолог Анатолий Альштейн, который заявил, что основной объём тестов на антитела приходится на коммерческие организации, вследствие выдача QR-кодов на основании наличия антител с высокой вероятностью приведёт к злоупотреблениям.

## Возможные последствия
Среди возможных последствий принятия законопроектов — снижение рейтингов партии «Единая Россия». Как сказал агентству РБК один из её членов, «принятие законопроектов могло бы стать для партии второй пенсионной реформой».

## Комментарии
1. ↑  Используются и другие варианты именования, например:
  - законопроекты об использовании QR-кодов в общественных местах и на транспорте;
  - законопроекты о предъявлении QR-кодов при посещении общественных мест и для проезда на железнодорожном и авиатранспорте;
  - законы о QR-кодах.
2. 1 2  Здесь и далее ПЦР-тест означает результат тестирования на COVID-19, полученный при помощи полимеразной цепной реакции (ПЦР).
3. ↑  Омикрон-штамм характеризуется быстрым распространением[32][33], которое создаёт риск перегрузки системы здравоохранения[32][34].

В то же заражение омикрон-штаммом реже сопровождается тяжёлыми последствиями.

В частности, по данным на конец декабря 2021 года—начало января 2022 года
  - в Великобритании при заражении омикрон-штаммом риск госпитализации ниже, чем при заражении дельта-штаммом[35];
  - во Франции госпитализированные с омикрон-штаммом преобладают в обычных палатах, а пациенты реанимации и палат интенсивной терапии заражены в основном дельта-штаммом[36];
  - в ЮАР смертность от омикрон-штамма в сравнении с предыдущими волнами COVID-19 снизилась на 75 %[37].
4. ↑  Кандидат юридических наук, член экспертно-консультативного совета по вопросам семейного права Совета Федерации. См.: Анна Швабауэр Архивная копия от 30 июля 2023 на Wayback Machine // REGNUM.
5. ↑  Кандидат юридических наук, член экспертно-консультативного совета по вопросам семейного права Совета Федерации. См.: Анна Швабауэр Архивная копия от 30 июля 2023 на Wayback Machine // REGNUM.
6. ↑  Возможность выдавать QR-коды лицам, которые перенесли COVID-19, не обращаясь за врачебной помощью, обсуждается ➤.
7. ↑  Помимо того, известна акция сторонников введения QR-кодов: 3 декабря 2021 года одиночные пикеты прошли в Салехарде, Надыме и Новом Уренгое. Акцию провели активисты, относящие себя к движению «Волонтёры-медики»[57]
8. ↑  Патриарх Кирилл, хотя и не одобрил систему QR-кодов, посчитал греховным рассматривать вакцинацию и QR-коды как печать антихриста ➤.
9. ↑  Согласно пресс-центру Тюменского обкома РКРП(б)-КПСС, проведение митинга не требовало согласования, поскольку место его проведения губернатор объявил гайд-парком[85].
10. ↑  В частности, в
Волгограде[11],
Костроме[11],
Новосибирске[11].
11. ↑  С 22 декабря 2021 года торговым центрам в Свердловской области разрешили пускать посетителей без QR-кода во все магазины[16].